# Christopher Uckermann
Christopher Alexander Luis Casillas Von Uckermann, mehiški pevec, tekstopisec in igralec, * 21. oktober 1986, Ciudad de México, Mehika.

## Življenjepis
Uckermann se je rodil v Ciudad de Méxicu mehiškemu očetu in švedski materi. Ime Alexander je dobil po svoji mami Alexandri, ki ga sama imenuje kar "ratoncito" (majhna podgana). Prav tako pa je znan kot " el bebe" skupine RBD, saj je najmlajši član. Njegovi oboževalci pa ga imenujejo kar Ucker.

## Zasebno življenje
Christopher se je v najstniških letih sestajal z mehiško pevko Belindo, sedaj pa ostajata zelo dobra prijatelja. Med snemanjem telenovele Rebelde sta bila Ucker in Anahí, eno od treh punc skupine RBD, par kar osem mesecev, vendar sta kmalu spoznala, da bo najboljše, če ostaneta le prijatelja. Kmalu so ga začeli povezovati s še eno članico RBD, Dulce Mario. 
Leta 2005 je Ucker odprl svoje podjetje, ki se ukvarja z nakitom "Ferbuss Fashion", ki ga člani RBD nosijo v nanizanki Rebelde. Leta 2007 so se pojavile govorice, da naj bi Christopher na trg lansiral svojo lastnio linijo oblačil, vendar o tem ni nikakeršnih podrobnejših informacij.
Christopher zase pravi, da je romantik in nekoliko sramežljiv. Obožije pa igrice in risanke, še posebej South Park. Zelo spreten je v ekstremnem rolkanju, saj je zmagal že na več tekmovanjih. Odlično igra tudi bobne, delal pa je že kot model in podjetnik (pri podjetju z nakitom po imenu VONEGO, kjer polovico prihodkov namenijo raziskavam namenjenim otrokom obolelim za rakom).

## Kariera
Svojo televizijsko kariero je začel že pri treh letih v televizijskih oglasih. Leta 1999 je bil v zasedbi vlog v filmu El diario de Daniela, uspešni otroški telenoveli. Nato je začel igrati v Amigos X Siempre v letu 2000. Leta 2001 je igral in napisal naslovno pesem v telenoveli Aventuras en el tiempo.
Njegova najpomebnješa vloga je napočila v telenoveli Rebelde, kjer je igral Diega Bustamanteja,sina poslovneža Leona Bustamanteja in dijaka na "Elite Way School".Imel je sanje - postati glasbenik, kar je tudi uresničil z glasbeno skupino RBD, ki je nastala v telenoveli Rebelde. Člani skupine RBD so posneli 12-delno nanizanko z naslovom "RBD: La Familia".
Ker je skupina RBD oznanila svoj razpad, Ucker zagotavlja, da bo nastopil kot solist. Svetu oziroma svojim oboževalcem je že predstavil svojo prvo pesem z naslovom "Light up the world tonight".

## RBD
Z RBD je posnel ogromno albumov. Prodali so na milijone plošč v Mehiki, Latinski Ameriki (tudi v portugalsko govoreči Braziliji), Združenih državah Amerike in Španiji. Čeprav so najprej peli le v španščini, jih je njihov uspeh prisilil, da so posneli tudi albume v portugalščini in angleščini. Ucker je za skupino RBD napisal pesem Sueles volver. Drugi člani skupine so še Dulce María, Anahí, Maite Perroni, Alfonso Herrera in Christian Chávez

### Albumi z RBD
Španski Studio Albumi
1. Rebelde (2004)
2. Nuestro Amor (2005)
3. Celestial (2006)
4. Empezar desde cero (2007)
5. The best of RBD (2008)
6. Para olvidarte de mi (2009)

Angleški Studio Albumi
1. Rebels (2006)

Portugalski Studio Albumi
1. Rebelde (brazilska verzija) (2005)
2. Nosso Amor (brazilska verzija (2006)
3. Celestial (brazilska verzija) (2006)

Albumi v živo/DVD-ji
1. Tour Generación RBD en Vivo (2005)
2. Live in Hollywood (2006)
3. ¿Que Hay Detrás de RBD? (2006)
4. Live in Rio (2007)
5. Hecho En España (2007)